# Neurocordulia yamaskanensis
Neurocordulia yamaskanensis – gatunek ważki z rodziny szklarkowatych (Corduliidae). Występuje na terenie Ameryki Północnej.